# Clan Yagyū

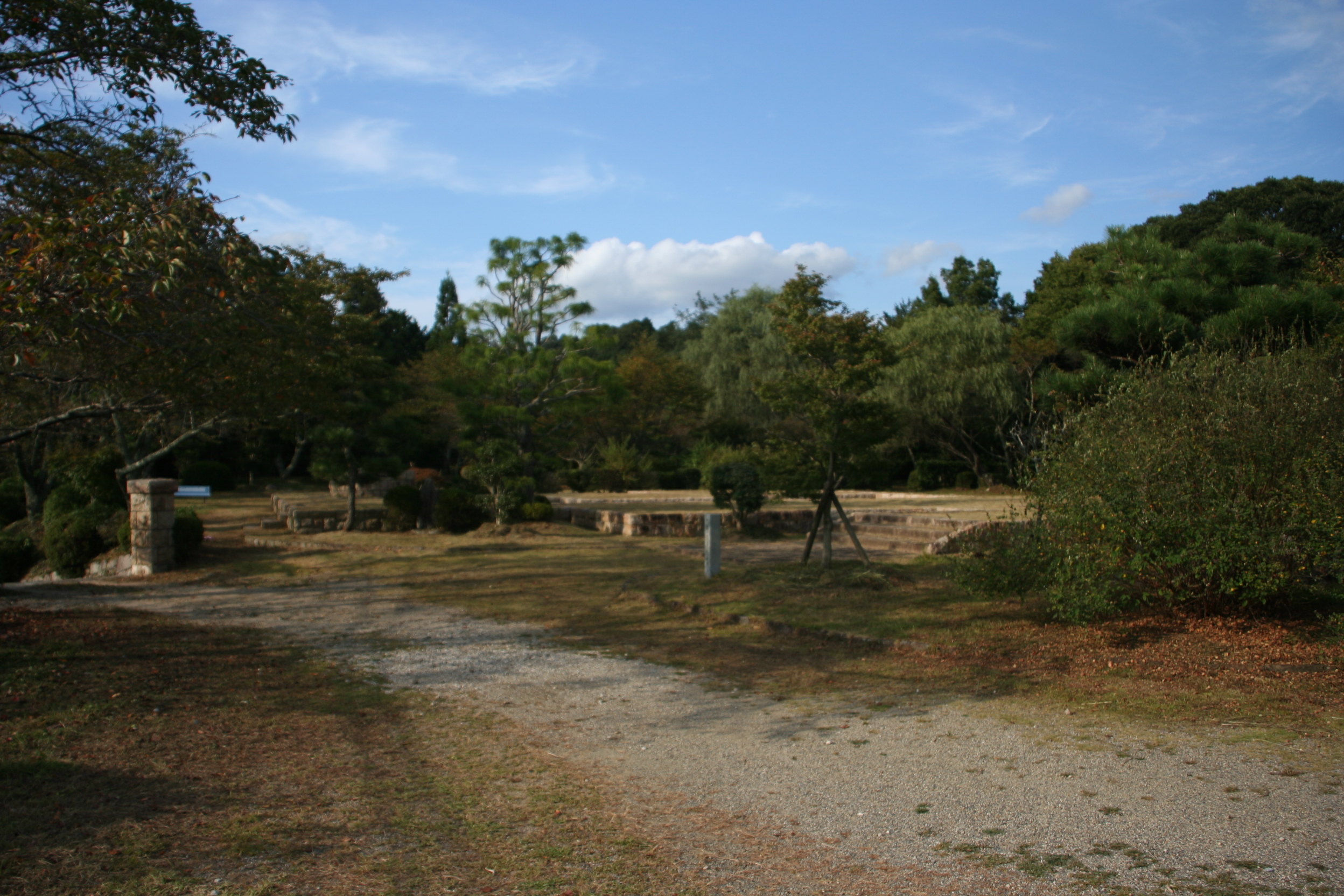
Anciennes ruines du clan Yagyu

Le clan Yagyū (柳生氏, Yagyū-shi) est une famille de daimyos du Japon médiéval qui était installée près de Nara. Le clan Yagyū est célèbre pour avoir créé l'école Yagyū Shinkage-ryū. Les membres du clan ont aussi été les professeurs d'arts martiaux des shoguns Tokugawa.
Il y a de nombreuses références au clan Yagyū dans la culture populaire japonaise, allant de versions légèrement romancées (Lone Wolf and Cub, Shura no toki…) à des parodies avouées (Manyū Hiken-chō, Gintama…).

## Membres
- Yagyū Muneyoshi (1527-1606), premier membre du clan à exceller dans le maniement du sabre. En 1563, il fut défait en combat par Kamiizumi Nobutsuna (membre du clan Kamiizumi) qui initia le style Shinkage.
- Yagyū Toshiyoshi
- Yagyū Munenori (1571-1646)
- Yagyū Jūbei Mitsuyoshi (1607-1650)